# Liga Itapeña de Fútbol
La Liga Itapeña De Fútbol es la institución que se encarga de la promoción, organización y reglamentación de las competiciones de alto rendimiento del fútbol realizadas en la ciudad de Itapé. Está afiliada a la Federación de Fútbol del Cuarto Departamento de Guairá y esta a su vez a la UFI.
Tiene a su cargo el desarrollo del Torneo interno de mayores  y juveniles de los clubes afiliados a la misma, así como la representación de la entidad, a través de la Selección Itapeña de Fútbol.

## Historia
La liga fue fundada en  el 2003, los clubes que integraron originalmente la Liga Itapeña De Fútbol fueron;  Club 15 de Mayo de Itapé, Club Teniente Villagra, Club Nacional de Cerrito, Club Cerro Porteño de Cerrito, Club Olimpia de Loma Hovy, Club Guarani de Loma Hovy, Club Libertad de Isla Vega, Club Sportivo San Ignacio (Costa-hu), Club General Bernardino Caballero de Itape Hugua y  Club San Miguel (Itape Hugua).
Posteriormente se sumaron a la Liga Itapeña De Fútbol los clubes como: Club Guarani (Potrero Reducción), Club Rubio Ñu (Cerro Guy), Sport Union (Potrero Ramirez), Club 8 de Diciembre (Colonia Boqueron), Club 3 de Mayo (Ferreira), Club Sagrada Familia (Potrero Sosa), de esta manera la Liga Itapeña De Fútbol hoy está compuesta por 16 clubes.

## Clubes actuales
| Nombre                                           | Sede                         | Fundación                                          |
| ------------------------------------------------ | ---------------------------- | -------------------------------------------------- |
| Club 15 de Mayo de Itapé                         | Barrio San Isidro            | 15 de mayo de 1923 (101 años)                      |
| Club Teniente Villagra                           | Barrio Inmaculada Concepción | 2 de enero de 1936 (89 años)                       |
| Club Nacional de Cerrito                         | Compañía cerrito             |                                                    |
| Club Guarani de Loma Hovy                        | Loma Hovy                    |                                                    |
| Club Guarani (Potrero Reducción)                 | Potrero Reducción            |                                                    |
| Club Cerro Porteño de Cerrito                    | Compañía Cerrito             |                                                    |
| Club Olimpia de Loma Hovy                        | Loma Hovy                    |                                                    |
| Club Libertad de Isla Vega                       | Isla Vega                    |                                                    |
| Club Sportivo San Ignacio (Costa-hu)             | Costa-hu                     | 31 de julio de 2001 (23 años)                      |
| Club General Bernardino Caballero de Itape Hugua | Itape Hugua                  | ***Actualmente el club está desafiliado de la liga |
| Club San Miguel (Itape Hugua)                    | Itape Hugua                  |                                                    |
| Club Rubio Ñu (Cerro Guy)                        | Cerro Guy                    |                                                    |
| Sport Union (Potrero Ramirez)                    | Potrero Ramirez              |                                                    |
| Club 8 de Diciembre (Colonia Boqueron)           | Colonia Boqueron             | ***Actualmente el Club está desafiliado de la liga |
| Club 3 de Mayo (Ferreira)                        | Ferreira                     | 3 de mayo de 1937 (87 años)                        |
| Club Sagrada Familia (Potrero Sosa)              | Potrero Sosa                 |                                                    |

## Campeones por año
| Temporada | Campeón                              |
| --------- | ------------------------------------ |
| 2003      | Club Teniente Villagra (Itapé)       |
| 2004      | Club Sportivo San Ignacio (Costa-hu) |
| 2005      | Club 15 de Mayo de Itapé             |
| 2006      | Club Nacional de Cerrito             |
| 2007      | Club Rubio Ñu (Cerro Guy)            |
| 2008      | Club Cerro Porteño de Cerrito        |
| 2009      | Club Cerro Porteño de Cerrito        |
| 2010      | Club 15 de Mayo de Itapé             |
| 2011      | Club Nacional de Cerrito             |
| 2012      | Club Nacional de Cerrito             |
| 2013      | Club Nacional de Cerrito             |
| 2014      | Club Cerro Porteño de Cerrito        |
| 2015      | Club Rubio Ñu (Cerro Guy)            |
| 2016      | Club Teniente Villagra (Itapé)       |
| 2017      | Club Nacional de Cerrito             |
| 2018      | Club Teniente Villagra (Itapé)       |
| 2019      | Club Nacional de Cerrito             |

## Títulos por club
| Club                                 | Nº de títulos | Años de campeonato                 |
| ------------------------------------ | ------------- | ---------------------------------- |
| Club Nacional de Cerrito             | 6             | 2006, 2011, 2012, 2013, 2017, 2019 |
| Club Cerro Porteño de Cerrito        | 3             | 2008, 2009, 2014                   |
| Club Teniente Villagra (Itapé)       | 6             | 2003, 2016, 2018, 2022, 2023, 2024 |
| Club 15 de Mayo de Itapé             | 2             | 2005, 2010                         |
| Club Rubio Ñu (Cerro Guy)            | 2             | 2007, 2015                         |
| Club Sportivo San Ignacio (Costa-hu) | 1             | 2014                               |